# Dysomma
Dysomma è un genere di pesci ossei marini abissali appartenente alla famiglia Synaphobranchidae.

## Distribuzione e habitat
Il genere Dysomma si incontra in tutti i mari, soprattutto nelle regioni tropicali e subtropicali dell'Indo-Pacifico, di cui sono endemiche quai tutte le specie. Nel mar Mediterraneo è presente una specie: D. brevirostre.

## Specie
- Dysomma anguillare
- Dysomma brevirostre
- Dysomma bucephalus
- Dysomma dolichosomatum
- Dysomma fuscoventralis
- Dysomma goslinei
- Dysomma longirostrum
- Dysomma melanurum
- Dysomma muciparus
- Dysomma opisthoproctus
- Dysomma polycatodon
- Dysomma tridens[1]